# Faster Harder Scooter
Faster Harder Scooter (Rychlejší tvrdší Scooter) je píseň německé skupiny Scooter z alba Back to the Heavyweight Jam z roku 1999. Jako singl vyšla píseň v roce 1999. Videoklip se natáčel v Kapském Městě. Ukazuje závod skrz poušť ve čtyřkolkách. Scéna, kde se jedno z vozidel několikrát převrátí, nebyla plánovaná, ale byla to nehoda Axela Coona, které mu se při ní nic nestalo. Singl vyšel také jako limitovaná edice, která videoklip obsahuje.

## Seznam skladeb (limitovaná edice)
1. Faster Harder Scooter (Radio Edit) - (3:46)
2. Faster Harder Scooter (Full Length) - (4:26)
3. Faster Harder Scooter (Club Mix) - (5:23)
4. Faster Harder Scooter (Sunbeam Remix) - (9:21)
5. Faster Harder Scooter (Signum Remix) - (7:43)

## Seznam skladeb
1. Faster Harder Scooter (Radio Edit) - (3:46)
2. Faster Harder Scooter (Full Length) - (4:26)
3. Faster Harder Scooter (Club Mix) - (5:23)
4. Monolake - (4:30)

## Umístění ve světě
| Hitparáda | Umístění |
| --------- | -------- |
| Švýcarsko | 20       |
| Rakousko  | 24       |
| Finsko    | 2        |
| Švédsko   | 3        |
| Německo   | 7        |